# Side Street (1950)
Side Street is een Amerikaanse film noir uit 1950 onder regie van Anthony Mann.

## Verhaal
Joe Norson heeft een deeltijdbaan als postbode in New York. Hij steelt een envelop met 30.000 dollar, maar hij beseft niet dat het aflossingsgeld is in een afpersingszaak. Het geweten van Joe gaat knagen en wil het geld teruggeven aan de geadresseerde. Omdat hij betrokken is bij een fraudezaak, doet de man alsof hij geen weet heeft van het geld. Joe geeft de som vervolgens in bewaring bij een vriend, die ermee vandoor gaat. De afpersers zijn Joe inmiddels op het spoor gekomen en ze willen dat hij zijn verdwenen vriend aan hen uitlevert.

## Rolverdeling
| Acteur          | Personage       |
| --------------- | --------------- |
| Farley Granger  | Joe Norson      |
| Cathy O'Donnell | Ellen Norson    |
| James Craig     | Georgie Garsell |
| Paul Kelly      | Walter Anderson |
| Jean Hagen      | Harriet Sinton  |
| Paul Harvey     | Emil Lorrison   |
| Edmon Ryan      | Victor Backett  |
| Charles McGraw  | Stanley Simon   |
| Edwin Max       | Nick Drumman    |
| Adele Jergens   | Lucille Colner  |
| Harry Bellaver  | Larry Giff      |
| Whit Bissell    | Harold Simpsen  |
| John Gallaudet  | Gus Heldon      |
| Esther Somers   | Mevrouw Malby   |
| Harry Antrim    | Mijnheer Malby  |